# Distretto di Zafarobod (Uzbekistan)
Il distretto di Zafarobod è uno dei 12 distretti della Regione di Jizzax, in Uzbekistan. Il capoluogo è Zafarobod.